# Felipe Daudt de Oliveira
Felipe Daudt de Oliveira, auch Felipe de Oliveira, (* 23. August 1890 in Santa Maria da Boca do Monte, Bundesstaat Rio Grande do Sul, Brasilien; † 17. Februar 1933 in Auxerre, Frankreich) war ein brasilianischer Lyriker.

## Leben
Er wurde als Sohn von Felipe Alves de Oliveira und von Maria Adelaide Daudt de Oliveira geboren, sein Vater war aus politischen Gründen ermordet worden. Er entstammte einer reichen Industriellenfamilie. Schon seit seinem 16. Lebensjahr war er als Musikkritiker für die Zeitung Correio do Povo tätig. Sein Examen als Pharmazeut und Chemiker machte er 1908, nachdem er die renommierte Faculdade Livre de Medicina e Farmacia in Porto Alegre besucht hatte. Als Student war er als Autor für diverse Zeitungen und Zeitschriften tätig, so für Correio da Manha, Fon-Fon, Gazeta de Noticias, Ilustracao Brasileira, O combatente. Sein erster Band mit Versen erschien 1911. Seine Lyrik schrieb er in Magazinen stets unter dem Pseudonym Gavarin. 1932 musste er aus politischen Gründen ins Exil und ging nach Frankreich. Dort starb er nach einem Autounfall. Sein Bruder gründete 1933 nach seinem Tod die Sociedade Felipe de Oliveira, die sein Werk und Nachlass sichern und pflegen sollte.
Eine Straße an der weltberühmten Copacabana trägt seinen Namen. 
Seine Lyrik wird oft auch als Neo -Symbolismus bezeichnet. Beigesetzt wurde er in Sao João Batista, Bundesstaat Rio de Janeiro.

## Werk
- Vida  Extinta, 1911, Lyrik.
- Laterna Verde, 1926, Lyrik.
- Alguns Poemas, (posthum), 1937, Lyrik.
- Livro Postino, (posthum), 1938, Lyrik.